# St. Wolfgang (Kleukheim)

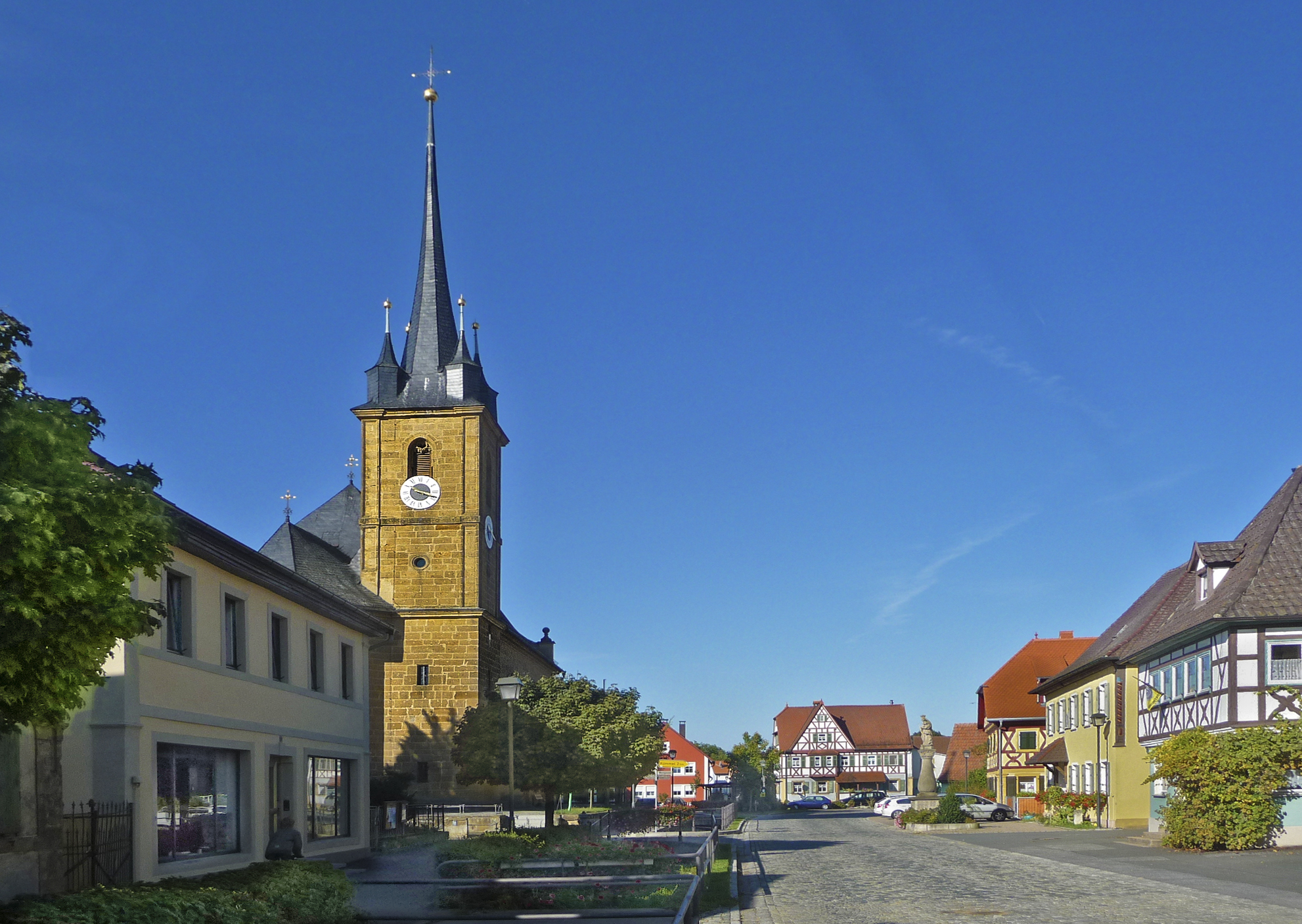
St. Wolfgang in Kleukheim

Die römisch-katholische Pfarrkirche St. Wolfgang in Kleukheim, einem Gemeindeteil des oberfränkischen Marktes Ebensfeld im Landkreis Lichtenfels, ist eine einschiffige barocke Saalkirche mit einem Chorseitenturm. Sie wurde 1625 errichtet.

## Geschichte
Das 1137 erstmals urkundlich erwähnte Kleukheim gehörte ursprünglich zur Altpfarrei Staffelstein. 1625 wurde der Ort durch den Bamberger Fürstbischof Johann Georg Fuchs von Dornheim kirchlich von Ebensfeld getrennt und zur selbstständigen Pfarrei erhoben. Im selben Jahr entstanden der Chor und der Kirchturm nach Plänen des in Scheßlitz ansässigen Graubündner Bau- und Maurermeisters Giovanni Bonalino. Von 1745 bis 1747 folgten der Neubau des Langhauses und die Umgestaltung des Chores durch den Bamberger Hofwerkmeister Konrad Fink. Im Jahr 1964 ließ die Gemeinde eine neue Sakristei anbauen.:S. 131

## Beschreibung

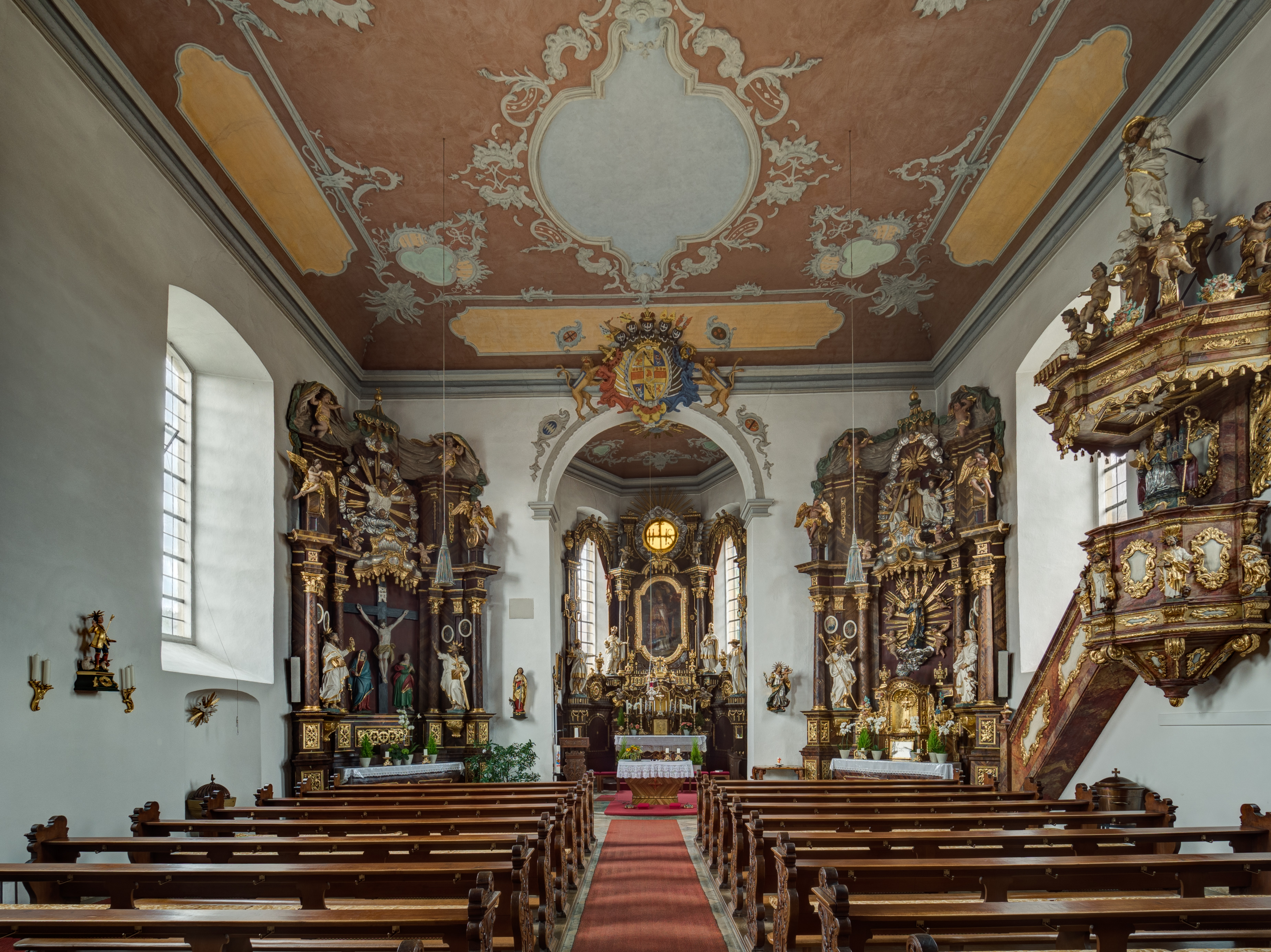
Innenraum

Die Kirche steht am Kellbach, in der Mitte des Bachzeilendorfes. Sie ist aus heimischem Sandsteinquadermauerwerk gebaut. Der stark eingezogene Chor hat einen dreiseitigen Schluss und eine flache Putzdecke. In den beiden Schrägseiten sind lange Stichbogenfenster und im Chorhaupt ein hochsitzendes Rundfenster vorhanden. Ein runder Chorbogen mit profilierten Kämpfern befindet sich zwischen dem Chorraum und dem Langhaus. Das dreiachsige Langhaus überspannt eine flache Putzdecke. Längsseitig sind jeweils drei hohe Stichbogenfenster angeordnet, in der Giebelwand drei Rundbogenfenster. Die eingeschossige, hölzerne Westempore ist durch zwei Spindeltreppen in den Ecken erschlossen. Vor der Giebelwand befindet sich eine Kartusche mit dem Amtswappen des Bamberger Fürstbischofs Friedrich Karl von Schönborn-Buchheim und darüber ist in die Wand das Amtswappen von Johann Georg II. Fuchs von Dornheim eingelassen. Der Kirchturm hat einen quadratischen Grundriss und einen achteckigen, geschweiften Spitzhelm in Schieferdeckung sowie über den Ecken Scharwachttürmchen.:S. 132